# Colognac
Colognac /kɔlɔɲak/ est une commune française située dans l'ouest du département du Gard, en région Occitanie.
Exposée à un climat méditerranéen, elle est drainée par divers petits cours d'eau. Incluse dans les Cévennes, la commune possède un patrimoine naturel remarquable composé de deux zones naturelles d'intérêt écologique, faunistique et floristique.
Colognac est une commune rurale qui compte 202 habitants en 2022, après avoir connu un pic de population de 676 habitants en 1793.  Ses habitants sont appelés les Colognacois ou  Colognacoises.

## Géographie

### Communes limitrophes
Les communes limitrophes sont Cros, Lasalle, Monoblet, Saint-Martial, Saint-Roman-de-Codières et Soudorgues.
|                         | Soudorgues |          |
| Saint-Martial           | Colognac   | Lasalle  |
| Saint-Roman-de-Codières | Cros       | Monoblet |

Colognac se trouve dans le canton de Quissac, dans l'ouest du département du Gard.
Les grandes villes les plus proches sont : Le Vigan (30 km), Alès (35 km) et Montpellier (65 km).

### Climat
Pour des articles plus généraux, voir Climat de l'Occitanie et Climat du Gard.
En 2010, le climat de la commune est de type climat méditerranéen franc, selon une étude s'appuyant sur une série de données couvrant la période 1971-2000. En 2020, Météo-France publie une typologie des climats de la France métropolitaine dans laquelle la commune est exposée à un climat méditerranéen et est dans la région climatique Provence, Languedoc-Roussillon, caractérisée par une pluviométrie faible en été, un très bon ensoleillement (2 600 h/an), un été chaud (21,5 °C), un air très sec en été, sec en toutes saisons, des vents forts (fréquence de 40 à 50 % de vents > 5 m/s) et peu de brouillards.
Pour la période 1971-2000, la température annuelle moyenne est de 11 °C, avec une amplitude thermique annuelle de 16,1 °C. Le cumul annuel moyen de précipitations est de 1 514 mm, avec 8,9 jours de précipitations en janvier et 4,3 jours en juillet. Pour la période 1991-2020, la température moyenne annuelle observée sur la station météorologique installée sur la commune est de 12,3 °C et le cumul annuel moyen de précipitations est de 1 502,4 mm,. Pour l'avenir, les paramètres climatiques de la commune estimés pour 2050 selon différents scénarios d’émission de gaz à effet de serre sont consultables sur un site dédié publié par Météo-France en novembre 2022.
| Mois                                  | jan.             | fév.          | mars          | avril         | mai             | juin          | jui.          | août           | sep.          | oct.          | nov.            | déc.            | année     |
| ------------------------------------- | ---------------- | ------------- | ------------- | ------------- | --------------- | ------------- | ------------- | -------------- | ------------- | ------------- | --------------- | --------------- | --------- |
| Température minimale moyenne (°C)     | 1                | 1,1           | 3,5           | 5,7           | 8,9             | 12,3          | 14,4          | 14,3           | 10,9          | 8,2           | 4,3             | 1,8             | 7,2       |
| Température moyenne (°C)              | 4,9              | 5,6           | 8,5           | 10,9          | 14,5            | 18,5          | 21,1          | 21,1           | 16,6          | 12,7          | 8,2             | 5,6             | 12,3      |
| Température maximale moyenne (°C)     | 8,8              | 10,1          | 13,6          | 16            | 20,2            | 24,7          | 27,7          | 27,9           | 22,3          | 17,1          | 12,2            | 9,4             | 17,5      |
| Record de froid (°C) date du record   | −10,5 05.01.1995 | −13 27.02.18  | −9,4 09.03.10 | −4,7 04.04.22 | −0,8 15.05.1995 | 3,2 04.06.01  | 5,6 31.07.15  | 6,1 29.08.1998 | 2,2 16.09.08  | −5,1 25.10.03 | −7,5 27.11.13   | −9,9 17.12.09   | −13 2018  |
| Record de chaleur (°C) date du record | 20,1 20.01.07    | 22,8 23.02.12 | 29,1 31.03.12 | 29,3 08.04.11 | 34 24.05.11     | 38,7 28.06.19 | 36,3 15.07.22 | 40,9 21.08.12  | 32,1 04.09.16 | 33,4 12.10.11 | 22,5 23.11.1992 | 18,7 14.12.1998 | 40,9 2012 |
| Précipitations (mm)                   | 123,4            | 86,3          | 103           | 132,6         | 124,1           | 65,9          | 43,6          | 59,8           | 165,7         | 217,3         | 221,7           | 159             | 1 502,4   |

### Milieux naturels et biodiversité

#### Espaces protégés
La protection réglementaire est le mode d’intervention le plus fort pour préserver des espaces naturels remarquables et leur biodiversité associée,.
Dans ce cadre, la commune fait partie de l'aire d'adhésion du Parc national des Cévennes. Ce  parc national, créé en 1967, est un territoire de moyenne montagne formé de cinq entités géographiques : le massif de l'Aigoual, le causse Méjean avec les gorges du Tarn et de la Jonte, le mont Lozère, les vallées cévenoles ainsi que le piémont cévenol.
La commune fait partie de la zone de transition des Cévennes, un territoire d'une superficie de 116 032 ha reconnu réserve de biosphère par l'UNESCO en 1985 pour la mosaïque de milieux naturels qui la composent et qui abritent une biodiversité exceptionnelle, avec 2 400 espèces animales, 2 300 espèces de plantes à fleurs et de fougères, auxquelles s’ajoutent d’innombrables mousses, lichens, champignons,.

#### Zones naturelles d'intérêt écologique, faunistique et floristique
L’inventaire des zones naturelles d'intérêt écologique, faunistique et floristique (ZNIEFF) a pour objectif de réaliser une couverture des zones les plus intéressantes sur le plan écologique, essentiellement dans la perspective d’améliorer la connaissance du patrimoine naturel national et de fournir aux différents décideurs un outil d’aide à la prise en compte de l’environnement dans l’aménagement du territoire.
Une ZNIEFF de type 1 est recensée sur la commune :
la « rivière de la Salindrenque à Lasalle » (24 ha), couvrant 4 communes du département et une ZNIEFF de type 2, : 
les « Hautes vallées des Gardons » (73 898 ha), couvrant 48 communes dont 27 dans le Gard et 21 dans la Lozère.

Carte des ZNIEFF de type 1 et 2 à Colognac.
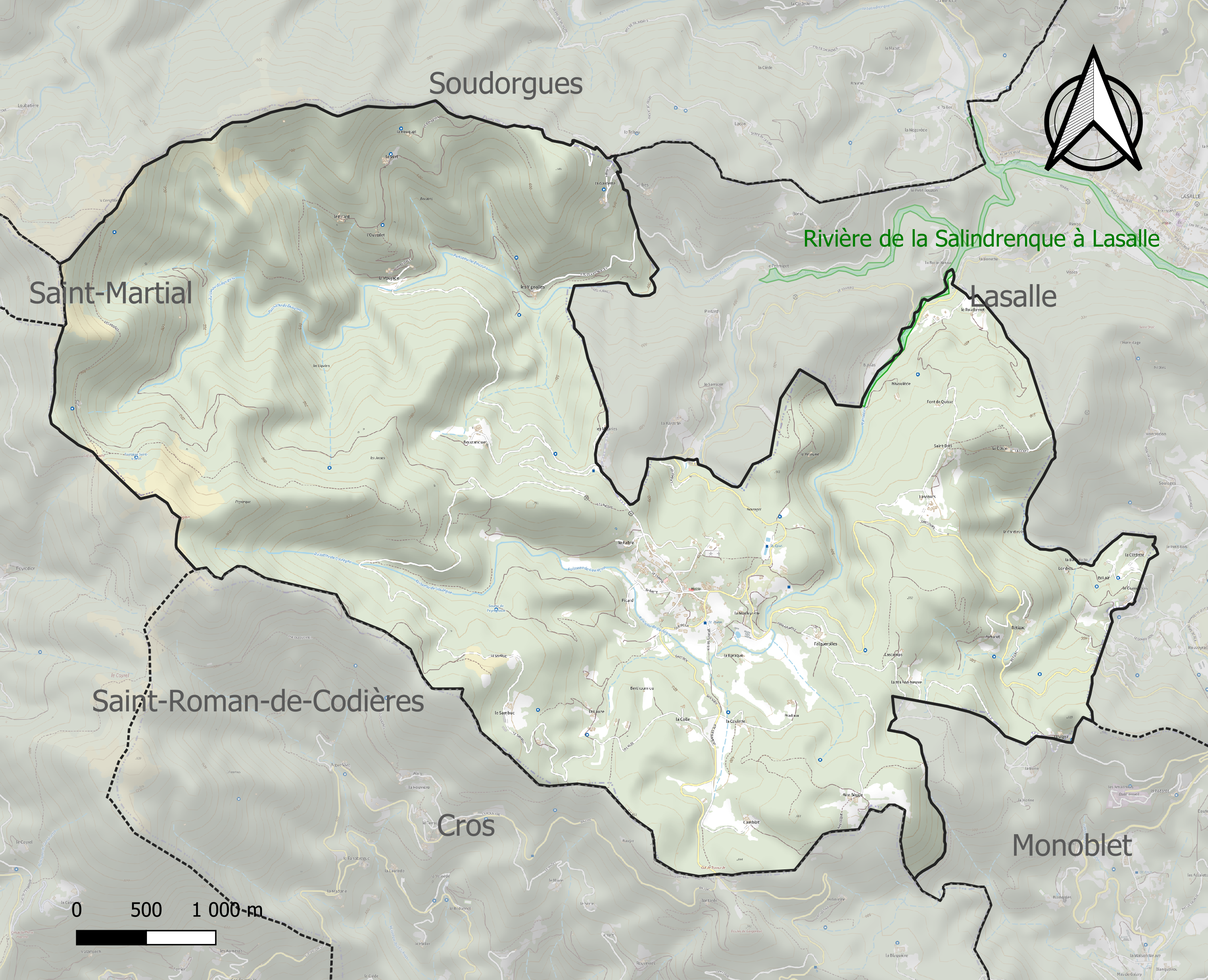
Carte de la ZNIEFF de type 1 sur la commune.
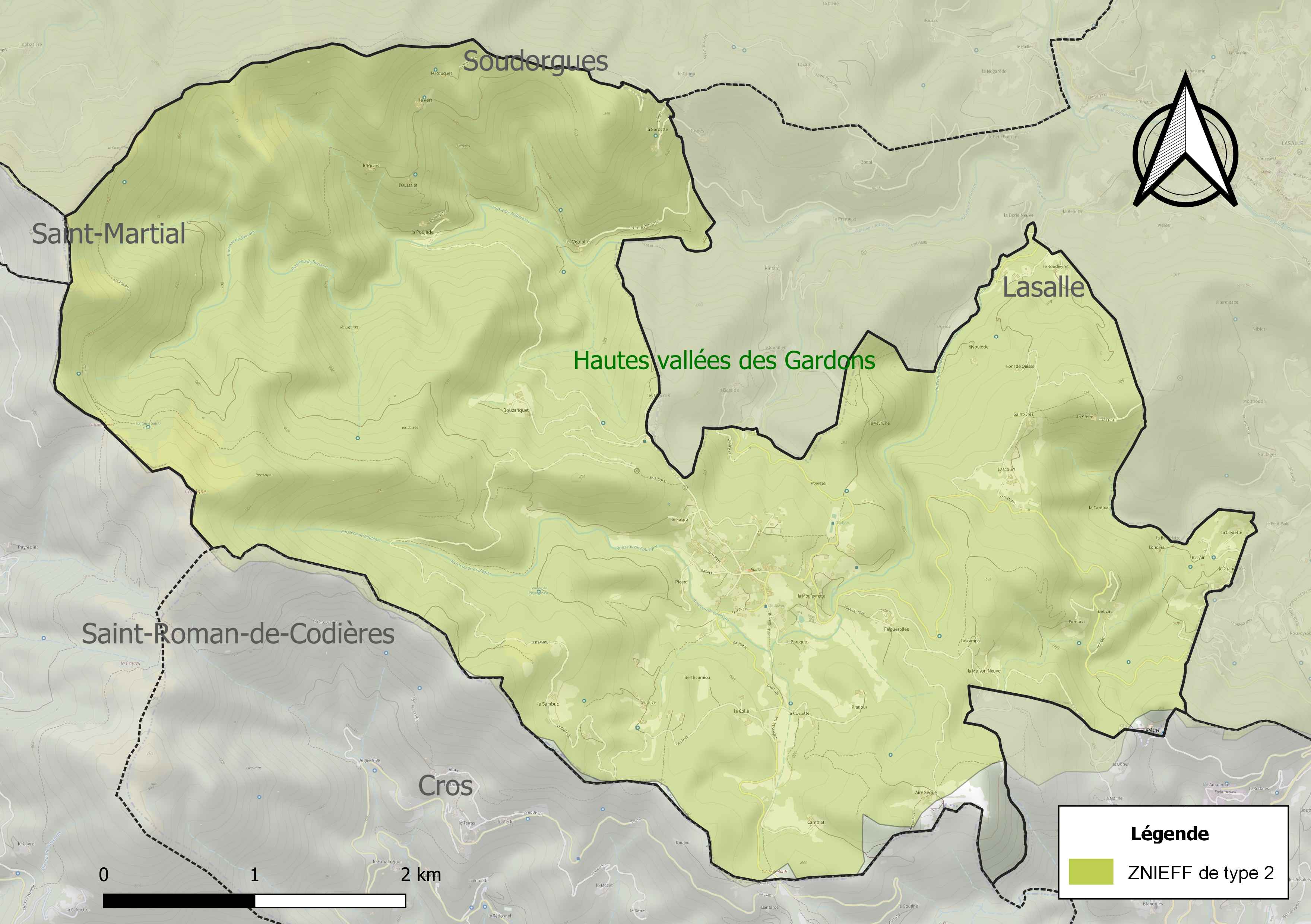
Carte de la ZNIEFF de type 2 sur la commune.

## Urbanisme

### Typologie
Au 1er janvier 2024, Colognac est catégorisée commune rurale à habitat dispersé, selon la nouvelle grille communale de densité à sept niveaux définie par l'Insee en 2022.
Elle est située hors unité urbaine et hors attraction des villes,.

### Occupation des sols
L'occupation des sols de la commune, telle qu'elle ressort de la base de données européenne d’occupation biophysique des sols Corine Land Cover (CLC), est marquée par l'importance des forêts et milieux semi-naturels (93,9 % en 2018), une proportion identique à celle de 1990 (93,9 %). La répartition détaillée en 2018 est la suivante : 
forêts (87,2 %), milieux à végétation arbustive et/ou herbacée (6,7 %), zones agricoles hétérogènes (3,5 %), zones urbanisées (2,5 %). L'évolution de l’occupation des sols de la commune et de ses infrastructures peut être observée sur les différentes représentations cartographiques du territoire : la carte de Cassini (XVIIIe siècle), la carte d'état-major (1820-1866) et les cartes ou photos aériennes de l'IGN pour la période actuelle (1950 à aujourd'hui).

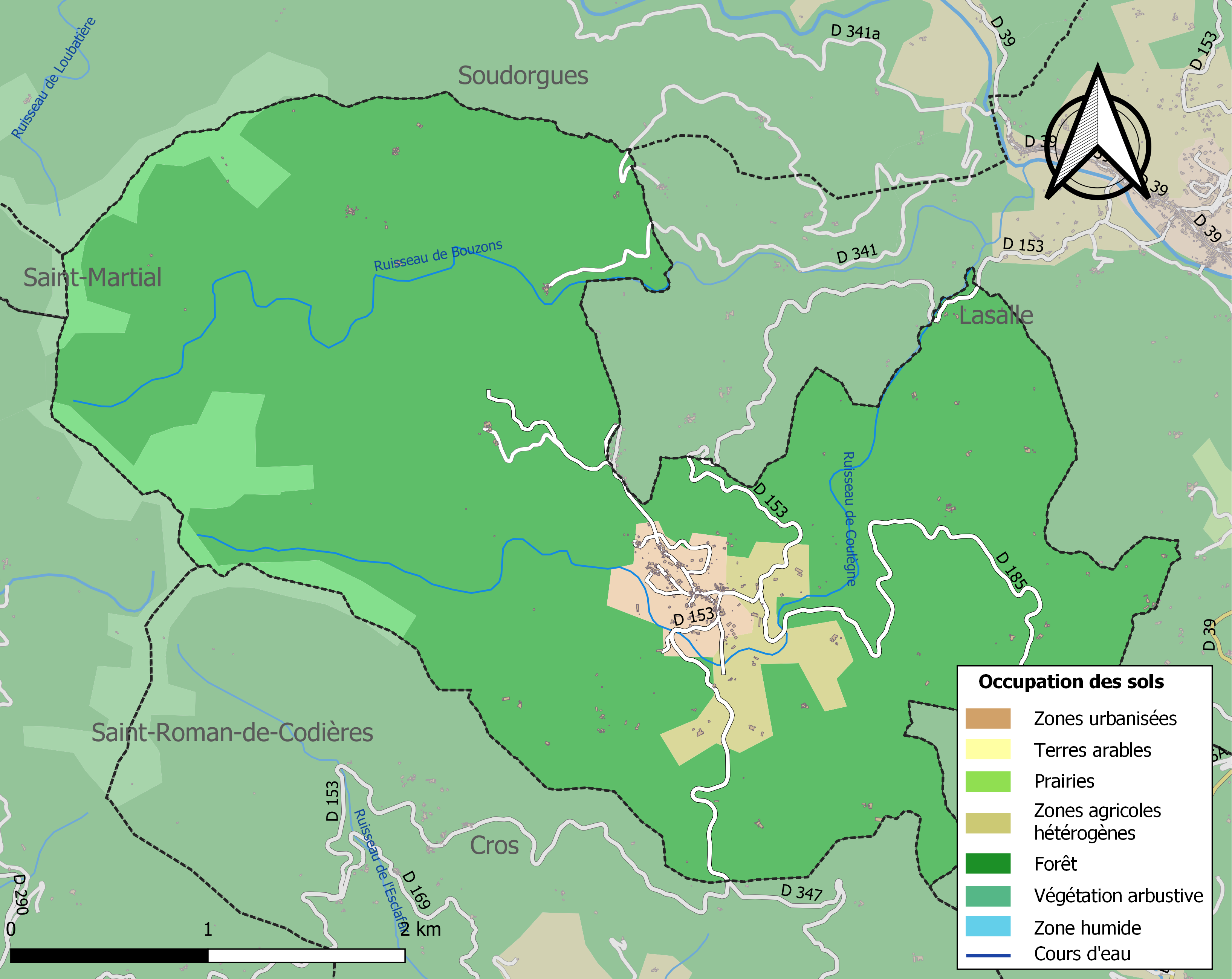
Carte des infrastructures et de l'occupation des sols de la commune en 2018 (CLC).

### Risques majeurs
Le territoire de la commune de Colognac est vulnérable à différents aléas naturels : météorologiques (tempête, orage, neige, grand froid, canicule ou sécheresse), inondations, feux de forêts et séisme (sismicité faible). Il est également exposé à un risque particulier : le risque de radon. Un site publié par le BRGM permet d'évaluer simplement et rapidement les risques d'un bien localisé soit par son adresse soit par le numéro de sa parcelle.

#### Risques naturels
Certaines parties du territoire communal sont susceptibles d’être affectées par le risque d’inondation par débordement de cours d'eau et par une crue torrentielle ou à montée rapide de cours d'eau, notamment La commune a été reconnue en état de catastrophe naturelle au titre des dommages causés par les inondations et coulées de boue survenues en 1982, 1992, 1994, 1995 et 2002,.

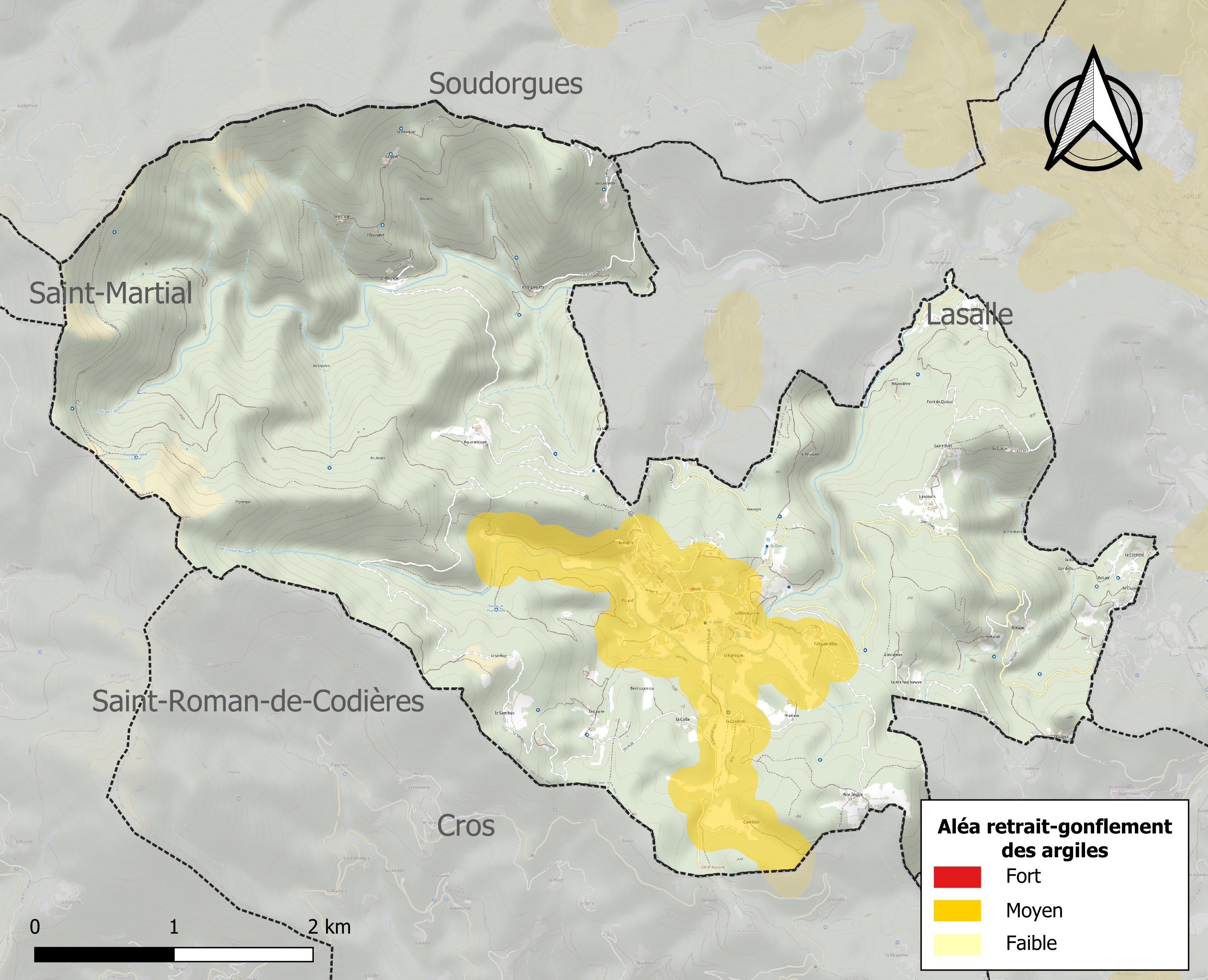
Carte des zones d'aléa retrait-gonflement des sols argileux de Colognac.

Le retrait-gonflement des sols argileux est susceptible d'engendrer des dommages importants aux bâtiments en cas d’alternance de périodes de sécheresse et de pluie. 11,1 % de la superficie communale est en aléa moyen ou fort (67,5 % au niveau départemental et 48,5 % au niveau national). Sur les 181 bâtiments dénombrés sur la commune en 2019, 114 sont en aléa moyen ou fort, soit 63 %, à comparer aux 90 % au niveau départemental et 54 % au niveau national. Une cartographie de l'exposition du territoire national au retrait gonflement des sols argileux est disponible sur le site du BRGM,.
Par ailleurs, afin de mieux appréhender le risque d’affaissement de terrain, l'inventaire national des cavités souterraines permet de localiser celles situées sur la commune.

#### Risque particulier
Dans plusieurs parties du territoire national, le radon, accumulé dans certains logements ou autres locaux, peut constituer une source significative d’exposition de la population aux rayonnements ionisants. Certaines communes du département sont concernées par le risque radon à un niveau plus ou moins élevé. Selon la classification de 2018, la commune de Colognac est classée en zone 3, à savoir zone à potentiel radon significatif.

## Politique et administration

### Liste des maires
| Période                                  | Période  | Identité                                 | Étiquette | Qualité                                                   |
| ---------------------------------------- | -------- | ---------------------------------------- | --------- | --------------------------------------------------------- |
| 1790                                     | 1793     | Étienne Viala                            |           |                                                           |
| 1793                                     | 1801     | Pierre Jean                              |           |                                                           |
| 1801                                     | 1808     | Étienne Viala                            |           |                                                           |
| 1808                                     | 1821     | David Durand                             |           |                                                           |
| 1821                                     | 1836     | David Massot                             |           |                                                           |
| 1837                                     | 1842     | Pierre Jean                              |           |                                                           |
| 1842                                     | 1850     | Amédée Vernet                            |           |                                                           |
| 1851                                     | 1852     | Paul Viala                               |           |                                                           |
| 1852                                     | 1857     | Paul Vernet/Cyprien de Chayland          |           |                                                           |
| 1858                                     | 1871     | Auguste Teissonnière                     |           |                                                           |
| 1871                                     | 1872     | Paul Bringuier                           |           |                                                           |
| 1873                                     | 1879     | Étienne Viala/Jules Vidal/François Viala |           |                                                           |
| 1880                                     | 1880     | Louis Dumas                              |           |                                                           |
| 1881                                     | 1900     | Antoine Viala                            |           |                                                           |
| 1900                                     | 1904     | Auguste Viala/Edmond Dumas               |           |                                                           |
| 1904                                     | 1908     | Léon Viala                               |           |                                                           |
| 1908                                     | 1915     | Étienne Puech                            |           |                                                           |
| 1915                                     | 1919     | Philippe Viala                           |           |                                                           |
| 1919                                     | 1929     | Paul Durand                              |           |                                                           |
| 1929                                     | 1953     | Émile Viala                              |           |                                                           |
| 1953                                     | 1959     | Robert Bompard                           |           |                                                           |
| 1959                                     | 1995     | Raoul Vidal                              |           |                                                           |
| 1995                                     | 2007     | Gérard Gras                              | DVG       |                                                           |
| 2008                                     | 2020     | Rémy Menviel                             | PS        | Commerçant Ancien conseiller général du canton de Lasalle |
| 2020                                     | En cours | Cyril Bresset                            |           |                                                           |
| Les données manquantes sont à compléter. |          |                                          |           |                                                           |

## Population et société

### Démographie
L'évolution du nombre d'habitants est connue à travers les recensements de la population effectués dans la commune depuis 1793. Pour les communes de moins de 10 000 habitants, une enquête de recensement portant sur toute la population est réalisée tous les cinq ans, les populations de référence des années intermédiaires étant quant à elles estimées par interpolation ou extrapolation. Pour la commune, le premier recensement exhaustif entrant dans le cadre du nouveau dispositif a été réalisé en 2007.

En 2022, la commune comptait 202 habitants, en évolution de −3,35 % par rapport à 2016 (Gard : +2,97 %, France hors Mayotte : +2,11 %).
| 1793 | 1800 | 1806 | 1821 | 1831 | 1836 | 1841 | 1846 | 1851 |
| ---- | ---- | ---- | ---- | ---- | ---- | ---- | ---- | ---- |
| 676  | 611  | 622  | 641  | 592  | 560  | 562  | 553  | 604  |

| 1856 | 1861 | 1866 | 1872 | 1876 | 1881 | 1886 | 1891 | 1896 |
| ---- | ---- | ---- | ---- | ---- | ---- | ---- | ---- | ---- |
| 613  | 546  | 536  | 487  | 466  | 465  | 451  | 461  | 425  |

| 1901 | 1906 | 1911 | 1921 | 1926 | 1931 | 1936 | 1946 | 1954 |
| ---- | ---- | ---- | ---- | ---- | ---- | ---- | ---- | ---- |
| 402  | 391  | 383  | 302  | 290  | 257  | 240  | 201  | 173  |

| 1962 | 1968 | 1975 | 1982 | 1990 | 1999 | 2006 | 2007 | 2012 |
| ---- | ---- | ---- | ---- | ---- | ---- | ---- | ---- | ---- |
| 207  | 142  | 154  | 164  | 167  | 169  | 197  | 201  | 189  |

| 2017 | 2022 | - | - | - | - | - | - | - |
| ---- | ---- | - | - | - | - | - | - | - |
| 221  | 202  | - | - | - | - | - | - | - |

## Économie

### Revenus
En 2018  (données Insee publiées en septembre 2021), la commune compte 103 ménages fiscaux, regroupant 209 personnes. La médiane du revenu disponible par unité de consommation est de 17 090 € (20 020 € dans le département).

### Emploi
|                | 2008   | 2013 | 2018 |
| -------------- | ------ | ---- | ---- |
| Commune        | 6,2 %  | 6 %  | 12 % |
| Département    | 10,6 % | 12 % | 12 % |
| France entière | 8,3 %  | 10 % | 10 % |

En 2018, la population âgée de 15 à 64 ans s'élève à 101 personnes, parmi lesquelles on compte 72 % d'actifs (60 % ayant un emploi et 12 % de chômeurs) et 28 % d'inactifs,. En  2018, le taux de chômage communal (au sens du recensement) des 15-64 ans est supérieur à celui du département et de la France, alors qu'en 2008 la situation était inverse.
La commune est hors attraction des villes,. Elle compte 34 emplois en 2018, contre 28 en 2013 et 31 en 2008. Le nombre d'actifs ayant un emploi résidant dans la commune est de 67, soit un indicateur de concentration d'emploi de 51,4 % et un taux d'activité parmi les 15 ans ou plus de 43,1 %.
Sur ces 67 actifs de 15 ans ou plus ayant un emploi, 26 travaillent dans la commune, soit 39 % des habitants. Pour se rendre au travail, 78,8 % des habitants utilisent un véhicule personnel ou de fonction à quatre roues, 6,1 % les transports en commun, 10,6 % s'y rendent en deux-roues, à vélo ou à pied et 4,5 % n'ont pas besoin de transport (travail au domicile).

### Activités hors agriculture
9 établissements sont implantés  à Colognac au 31 décembre 2019.
Le secteur de la construction est prépondérant sur la commune puisqu'il représente 44,4 % du nombre total d'établissements de la commune (4 sur les 9 entreprises implantées  à Colognac), contre 15,5 % au niveau départemental.

### Agriculture
|               | 1988 | 2000  | 2010 | 2020 |
| ------------- | ---- | ----- | ---- | ---- |
| Exploitations | 8    | 9     | 7    | 8    |
| SAU (ha)      | 832  | 1 003 | 27   | 651  |

La commune est dans les Cévennes, une petite région agricole occupant l'ouest du département du Gard. En 2020, l'orientation technico-économique de l'agriculture  sur la commune est l'élevage d'ovins ou de caprins. Huit exploitations agricoles ayant leur siège dans la commune sont dénombrées lors du recensement agricole de 2020 (huit en 1988). La superficie agricole utilisée est de 651 ha,,.

## Culture locale et patrimoine

### Édifices civils

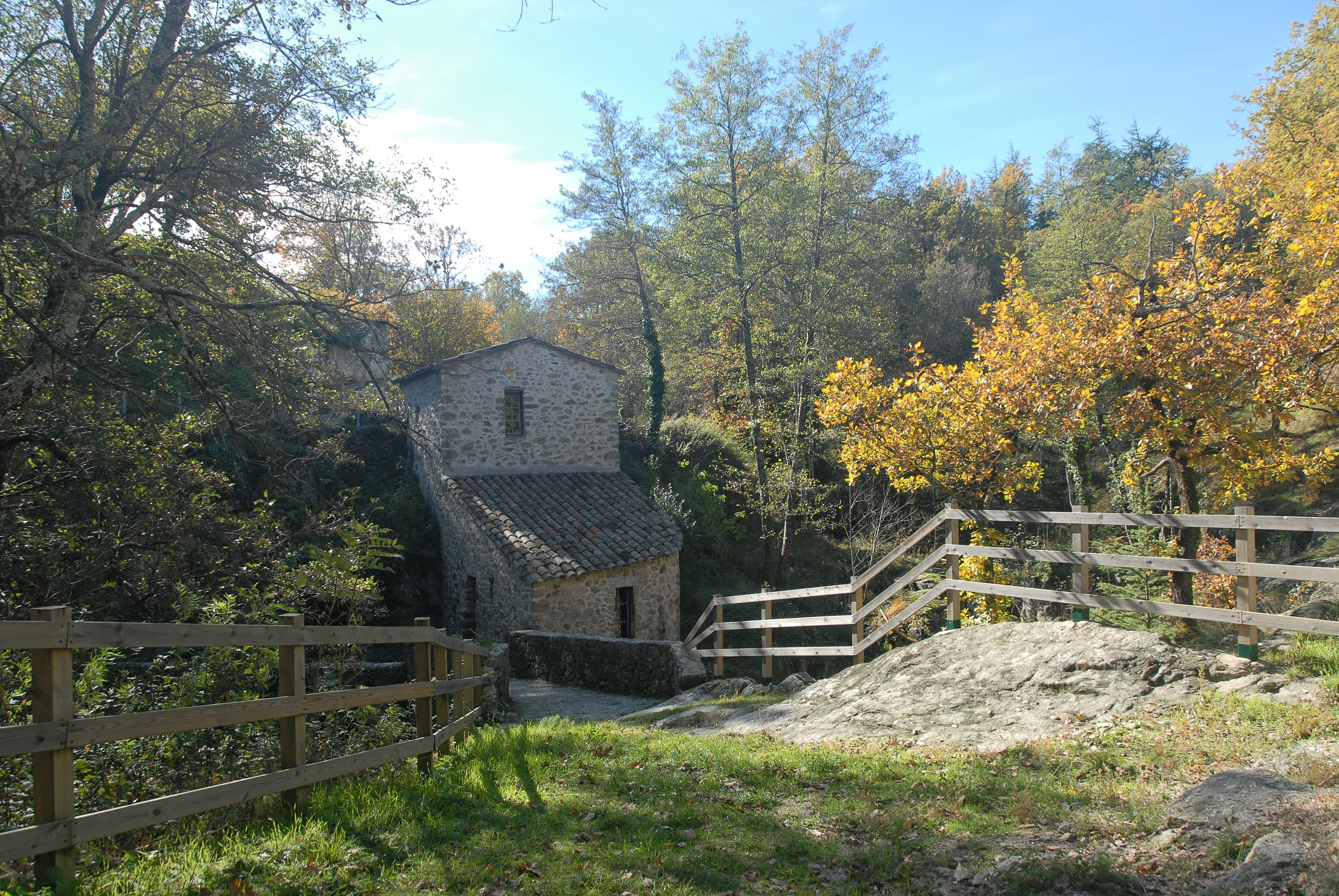
Le moulin de la Mouleyrette

- Le moulin de la Mouleyrette[28] : Ce moulin de la fin du XVIe siècle a été complètement reconstruit. Un mécanisme restauré permet de comprendre le fonctionnement original de l'ensemble : c'est le même courant d'eau qui actionnait deux jeux de meules en série.

### Édifices religieux
- Le temple protestant.

## Héraldique
| Blason de Colognac | Blason  | De sable au lion d'or.                           |
| Blason de Colognac | Détails | Le statut officiel du blason reste à déterminer. |